# Frontera entre Colòmbia i Hondures
La frontera entre Colòmbia i Hondures és una frontera internacional marítima que discorre en el mar Carib, definida pel tracatat Ramírez Ocampo-López Contreras (que pren els noms dels dos ministres d'afers exteriors, Augusto Ramírez Ocampo per Colòmbia i Carlos López Contreras per Hondures), signat a San Andrés el 2 d'agost de 1986. · .
La frontera així és definida pels punts 14° 59′ 08″ N, 82° 00′ 00″ O / 14.98556°N,82.00000°O, 14° 59′ 08″ N, 79° 58′ 00″ O / 14.98556°N,79.96667°O i 15° 30′ 10″ N, 79° 58′ 00″ O / 15.50278°N,79.96667°O, després de la qual cosa descriu un arc circular al voltant de l'illa de Serranilla passant-hi a l'oest a través dels punts 15° 46′ 08″ N, 80° 03′ 55″ O / 15.76889°N,80.06528°O i 15° 58′ 40″ N, 79° 56′ 40″ O / 15.97778°N,79.94444°O abans d'unir-se a la frontera de Jamaica al punt 16° 04′ 15″ N, 79° 50′ 32″ O / 16.07083°N,79.84222°O.